# Davinia Vanmechelen
Davinia Vanmechelen (Sint-Truiden, 1999. augusztus 30. –) belga női válogatott labdarúgó, jelenleg a holland bajnokságban érdekelt Twente támadója.

## Pályafutása
Vanmechelen a VC Landen ifjúsági csapatában kezdte pályafutását, 14 évesen pedig már az ország egyik legnevesebb csapatához a Standard Liège-hez került. A korosztályos csapatokban szépen ívelt karrierje felfelé, előbb a területi bajnokságot, majd az országos kupát nyerte meg az U16-os együttessel.
Játéka meggyőzte edzőit, így a 2015–16-os bajnokságot a felnőttek közt kezdhette, a szezon végére pedig begyűjtötte első bajnoki címét. Még ugyanebben az évben debütált a Bajnokok ligájában, ahol két mérkőzésen lépett pályára. 2016–17-es következő szezonjában 16 gólpasszával a bajnokság legtöbb asszisztját osztotta ki és a BL-ben három találkozón két alkalommal talált be ellenfelei hálójába.
Az előző szezonbeli sikerek ellenére 2017. május 12-én a KRC Genkhez szerződött.
A genkiek harmadik helyen végeztek a 2017–18-as bajnokságban, de Vanmechelen nem tudta korábbi formáját új együttesénél érvényesíteni, azonban a válogatottban 14 mérkőzésen 3 gólt szerzett és szereplése felkeltette a francia Paris Saint-Germain figyelmét, ahová 2018. január 31-én írt alá.
A párizsiak erős keretébe azonban nem sikerült beverekednie magát és kölcsönbe a PSV Eindhovenhez került 2019 januárjában.
Kölcsönszerződésének lejártával a PSG nem tartott igényt játékára, így elfogadta a Twente ajánlatát.

## Sikerei

### Klubcsapatokban
Belga bajnok (1):
- Standard Liège (1): 2015–16

### A válogatottban
Belgium
- Ciprus-kupa bronzérmes: 2019

## Statisztikái

### Válogatott
2019. szeptember 3-al bezárólag
| Belgium   | Belgium  | Belgium |
| Év        | Mérkőzés | Gól     |
| --------- | -------- | ------- |
| 2016      | 2        | 1       |
| 2017      | 14       | 3       |
| 2018      | 9        | 2       |
| 2019      | 4        | 1       |
| Összesen: | 29       | 7       |

## Magánélet
A labdarúgás mellett óvodapedagógus tanulmányait folytatja a Diepenbeek-i főiskolán.